# Secret Cluster
『Secret Cluster』（シークレット・クラスター）は2012年8月22日にリリースされたaccessの7thアルバム。発売元はDarwin Record。

## 概要
累計売上は1.1万枚を記録。オリコン週間インディーズチャートでは1位、同年間インディーズチャートでは23位にランクインした。初回限定A盤には16thシングル「Doubt & Trust 〜ダウト&トラスト〜」から19thシングル「Share The Love」までのシングル4作のタイトル曲とカップリング曲を全て収録した特典CDが付属。初回限定B盤には2011年12月31日に中野サンプラザで行われた「access COUNTDOWN LIVE 2011〜2012」のライブ映像を収録した特典DVDが付属。

## 収録曲
| 全作曲・編曲: 浅倉大介。 |                                      |           |            |      |
| #                        | タイトル                             | 作詞      | 作曲・編曲 | 時間 |
| 1.                       | 「vibe cluster (Instrumental)」      |           | 浅倉大介   | 1:11 |
| 2.                       | 「Bet〜追憶のRoulette〜 Album ver.」 | 貴水博之  | 浅倉大介   | 5:28 |
| 3.                       | 「Beyond the Second-D.」             | 井上秋緒  | 浅倉大介   | 5:02 |
| 4.                       | 「Star Tribal」                      | 貴水博之  | 浅倉大介   | 5:54 |
| 5.                       | 「Let me go」                        | 貴水博之  | 浅倉大介   | 3:19 |
| 6.                       | 「Stand By」                         | 貴水博之  | 浅倉大介   | 7:02 |
| 7.                       | 「ChaOs GrAdatioN」                  | 貴水博之  | 浅倉大介   | 3:47 |
| 8.                       | 「f☆R☆E☆e」                          | 貴水博之  | 浅倉大介   | 6:07 |
| 9.                       | 「Wild Butterfly Album ver.」        | 貴水博之  | 浅倉大介   | 5:25 |
| 10.                      | 「Secret Dimension (Instrumental)」  |           | 浅倉大介   | 2:22 |
| 11.                      | 「20th Sincerely」                   | 貴水博之  | 浅倉大介   | 3:56 |
| 合計時間:                | 合計時間:                            | 合計時間: | 49:33      |      |

## 楽曲解説
1. vibe cluster (Instrumental)
2. Bet〜追憶のRoulette〜 Album ver.
21stシングルのアルバムバージョン。
3. Beyond the Second-D.
20thシングル『Wild Butterfly』のカップリング曲。
4. Star Tribal
5. Let me go
21stシングル『Bet〜追憶のRoulette〜』のカップリング曲。
6. Stand By
7. ChaOs GrAdatioN
20thシングル『Wild Butterfly』のカップリング曲。
8. f☆R☆E☆e
9. Wild Butterfly Album ver.
20thシングルのアルバムバージョン。
10. Secret Dimension (Instrumental)
11. 20th Sincerely

## 参加ミュージシャン・スタッフ
- レコーディング・エンジニア：大里正毅（Satoyan Music）
- ミキシング・エンジニア：浅倉大介
- マスタリング・エンジニア：前田康二（Bernie Grundman Mastering）
- エグゼクティブ・プロデューサー：新堀裕子（Darwin）
- エグゼクティブ・プロデューサー：菅原潤一（Guan Barl）